# Lothar Penndorf
Lothar Penndorf (* 8. Dezember 1928 in Cretzschwitz; † 2. September 2017) war ein deutscher Militärjurist. Er war Generalmajor, Vizepräsident und Vorsitzender des Militärkollegiums des Obersten Gerichts der DDR.

## Leben
Der Sohn eines Arbeiters besuchte von 1942 bis April 1945 die NAPOLA Naumburg (Saale) und wurde noch in den letzten Kriegstagen als Soldat der Wehrmacht eingesetzt. Er geriet in amerikanische Kriegsgefangenschaft, aus der er im Herbst 1945 entlassen wurde.
1947 wurde er Mitglied der SED und studierte von 1947 bis 1951 an den Universitäten Jena und Leipzig Rechtswissenschaften. Nach Tätigkeiten als Gerichtsreferendar in Leipzig und Halle war er von 1953 bis 1954 Hauptreferent im Ministerium der Justiz der DDR. Am 1. Juli 1954 wurde er Angehöriger der Deutschen Volkspolizei und im selben Jahr Staatsanwalt beim Generalstaatsanwalt von Ost-Berlin. 1957 wechselte er zur NVA und arbeitete als Oberassistent, Militärstaatsanwalt und Abteilungsleiter beim Militäroberstaatsanwalt. Am 29. November 1971 wurde er von der Volkskammer zum Militärrichter des Obersten Gerichts der DDR berufen. Von Dezember 1977 bis 1990 war er Vizepräsident des Obersten Gerichts und Vorsitzender des Militärkollegiums.
Am 7. Oktober 1982 wurde er zum Generalmajor ernannt und am 31. März 1990 aus dem Militärdienst entlassen.

## Auszeichnungen
- Kampforden „Für Verdienste um Volk und Vaterland“ in Bronze
- 1981 Vaterländischer Verdienstorden in Bronze und 1984 in Silber